# Rômulo Souza Orestes Caldeira
Rômulo Souza Orestes Caldeira, född 22 maj 1987 i Pelotas, är en brasiliansk fotbollsspelare som spelar för Athletic.

## Karriär
Den 31 januari 2019 lånades Rômulo ut av Genoa till Lazio på ett låneavtal över resten av säsongen 2018/2019. Han debuterade för Lazio den 7 februari 2019 i en 1–0-vinst över Empoli.
I mars 2021 blev Rômulo klar för en återkomst i brasilianska Cruzeiro, där han skrev på ett treårskontrakt. Efter att inte spelat under 2023 blev Rômulo i mars 2024 klar för Campeonato Brasileiro Série C-klubben Athletic.

## Meriter

### Klubb
Juventus
- Serie A: 2014/2015
- Coppa Italia: 2014/2015